# Alanha
Alanha(en francès Alaigne) és un municipi francès situat al departament de l'Aude i a la regió d'Occitània.